# Józefów (județul Otwock)
Józefów este un oraș din voievodatul Mazovia, Polonia.